# Helmut Türk (Diplomat)
Helmut Türk (* 3. Mai 1920 in Untermaßfeld; † 13. März 2008 in Bonn) war ein deutscher Diplomat. Von 1980 bis 1985 war er Botschafter der Bundesrepublik Deutschland in Rangun, Myanmar.

## Leben
Nach dem Erreichen des Abiturs im Jahr 1938 war er bis 1945 im Arbeitsdienst sowie im Wehr- und Kriegsdienst tätig. 1946 bis 1949 absolvierte er ein Studium der Rechtswissenschaften und schloss dieses 1950 mit der 1. juristischen Staatsprüfung ab. Es folgten fünf Jahre juristischer Vorbereitungsdienst und ein paralleles Studium der Verwaltungswissenschaften von 1952 bis 1954, einschließlich eines Aufenthaltes an der Tulane University in New Orleans.
1953 wurde Türk zum Dr. jur. promoviert, gefolgt von der 2. juristischen Staatsprüfung im Jahr 1955. Anschließend war er bis 1958 im Bundesministerium für Wirtschaft tätig und trat schließlich im April d. J. dem Auswärtigen Dienst bei. Nach der Ausbildung zum Attaché wurde er 1959 Legationssekretär. Von 1959 bis 1962 war er ständiger Vertreter des Botschafters an der deutschen Botschaft Monrovia, Liberia. 1961 wurde er zum Legationsrat ernannt.
Es folgten ein Einsatz als Konsul am Generalkonsulat Zürich (1962–1965) und Dienst im Auswärtigen Amt (1965–1970). Während dieser Zeit erfolgten die Beförderungen zum Legationsrat 1. Klasse (1966) und zum Vortragenden Legationsrat (1968). Die Jahre von 1970 bis 1976 verbrachte er als Generalkonsul in Sydney. Nach seiner Rückkehr ins Auswärtige Amt wurde er zum Vortragenden Legationsrat 1. Klasse befördert und war Referatsleiter in der Rechtsabteilung, bevor er 1980 den Botschafterposten in Rangun antrat.
Helmut Türk war verheiratet und hinterließ drei Kinder.

## Ehrungen
- 1972: Verdienstkreuz 1. Klasse der Bundesrepublik Deutschland